# Трентон Вігган
Трентон Ештон Вігган (англ. Trenton Ashton Wiggan; нар. 20 вересня 1962, Ямайка) — англійський та ямайський футболіст, нападник. Народився на Ямайці, але в дитинстві переїхав до Англії та представляв свою нову батьківщину на міжнародному рівні серед школярів. Грав у футбольній лізі за «Шеффілд Юнайтед», перш ніж виступати за декілька нижчолігових клубів.

## Життєпис
Трентон Вігган вихованець молодіжної академії «Шеффілд Юнайтед». Виступав за футбольну збірну школярів Англії, коли у серпні 1979 року дебютував у першій команді як 16-річний аматор, вийшов на заміну в матчі Кубку Ліги проти «Донкастер Роверз». Ставши професіоналом, почав грати в основі в сезоні 1980/81 років, в якому «Блейдс» вибули з Третього дивізіону. У декількох матчах на початку наступного сезону виходив на поле в стартовому складі, незабаром втратив своє місце і влітку 1982 року вільним агентом залишив команду.
Після цього приєднався до нижчолігової команди «Гейнсборо Триніті», де залишався протягом року, а влітку 1983 року приєднатися до «Скарборо». Після трьох сезонів у клубі східного узбережжя також грав у декількох  інших клубах: «Фріклі Атлетик», вдруге у «Гейнсборо Триніті», «Бішоп Окленд» та «Бакстон», перш ніж завершив кар'єру в 1993 році.